# يوري روزانوف
يوري روزانوف (بالروسية: Ю́рий Альбе́ртович Ро́занов؛ 12 يونيو 1961 - 3 مارس 2021) كان معلقًا للتلفزيون الرياضي الروسي، يعمل بشكل أساسي على بث مباريات كرة القدم وهوكي الجليد. جنبا إلى جنب مع سيرجي كرابو، تم منحهما جائزة تيفي في فئة المعلق الرياضي/مقدم البرنامج الرياضي في عام 2012.

## السيرة الشخصية
درس روزانوف في المدرسة الثانوية في فيدنوي موسكو أوبلاست. درس أيضًا في معهد هندسة الطاقة في موسكو، في كلية الهندسة الإلكترونية، لكنه لم يتخرج.
بدأ روزانوف حياته المهنية على قناة إن تي في بلس. وكان رئيس هيئة التحرير.
في 1 سبتمبر 2012 أصبح روزانوف معلقًا على القنوات الأوكرانية. غادر أوكرانيا في أبريل 2014 بسبب الوضع السياسي في البلاد.
بين نوفمبر 2015 ووفاته كان روزانوف معلقًا لبث كرة القدم والهوكي على قناة ماتش تي في.
كان روزانوف متزوجًا ولديه ابنة واحدة.
توفي في 3 مارس 2021 من مرض السرطان. تم دفنه في مقبرة ميتينسكو.